# PDOC Headquarters

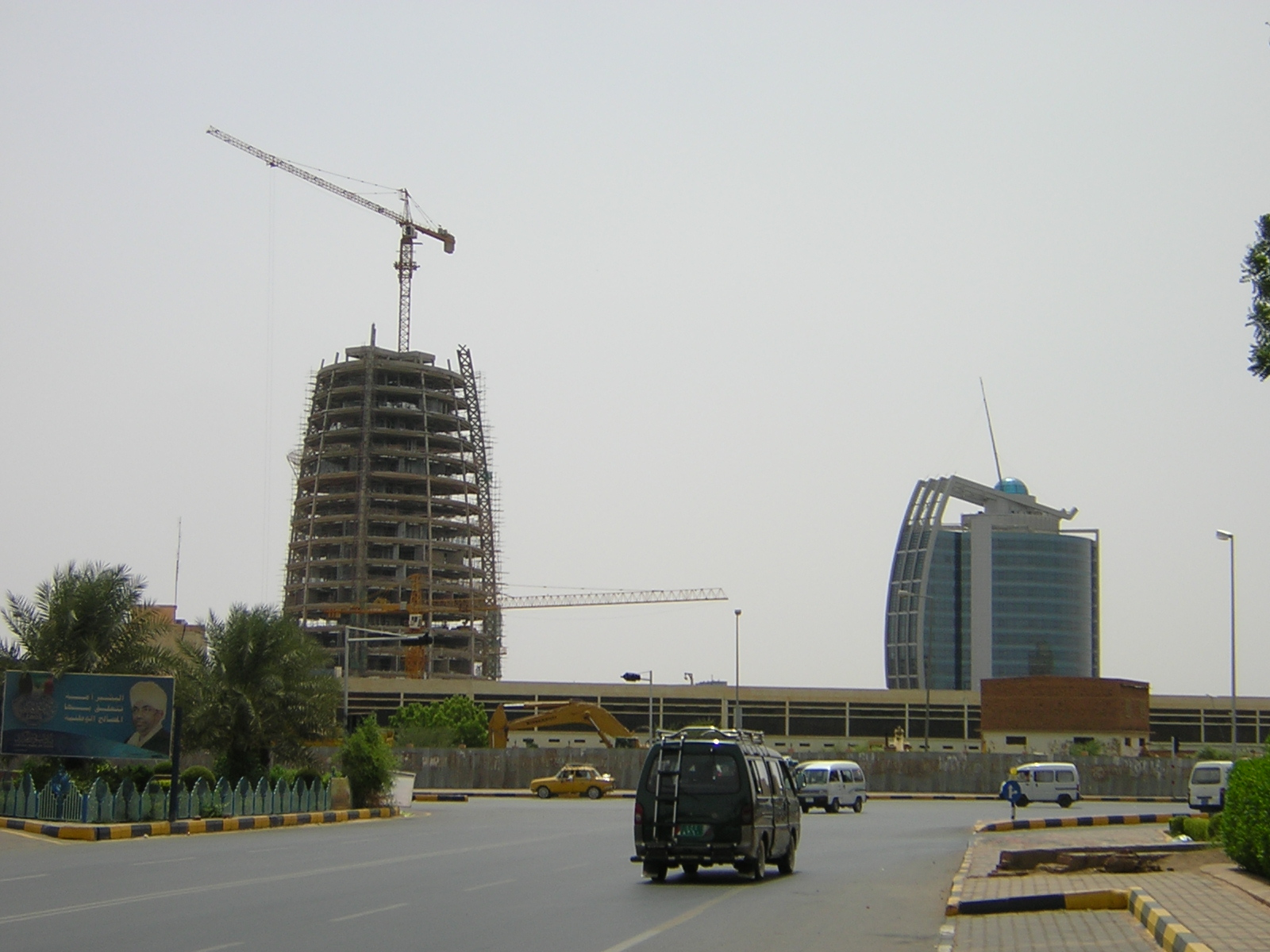
PDOC Headquarters (rechts)

PDOC Headquarters ist ein Hochhaus in Khartum, Sudan. 
Das Gebäude gehört der Erdölfirma PetroDar Operating Company Ltd. Es wurde ab 2008 errichtet und 2010 in Betrieb genommen.

## Architektur
Das funktionale Gebäude besteht aus einem ovalen Turm mit einer Höhe von 71,35 m und 15 Stockwerken, sowie einem halbrunden Anbau, der für Erholung der Mitarbeiter dienen soll und einer Tiefgarage. Das Gebäude wurde von der Baufirma Engineering Consultants Group S.A. errichtet, die 2008 auch das PDOC Health, Safety and Environment (HSE) Recognition Certificate für Sicherheit und Pünktlichkeit beim Bau verliehen bekam.